# John-Nhan Tran
John Trần Văn Nhàn  (nacido el 6 de febrero de 1966) es un prelado de la Iglesia Católica nacido en Vietnam que se ha desempeñado como obispo auxiliar en la arquidiócesis de Atlanta en Georgia desde 2022.

## Biografía

### Primeros años de vida
Trần Văn Nhàn nació en Vietnam el 6 de febrero de 1966, en medio de la guerra de Vietnam.  Su madre murió en 1968, cuando la confundieron con una comunista y le dispararon, y su hermano mayor fue asesinado por una mina terrestre.  Su familia se fue de Vietnam del Sur como "boat people" cuando él tenía nueve años y finalmente se estableció en Nueva Orleans, Luisiana, después de ser rescatado por un barco estadounidense.
A pesar de la pobreza de su familia inmigrante, Tran asistió a un internado dirigido por los Salesianos de Don Bosco en Goshen, Nueva York. En 1989, recibió una licenciatura del Seminario de San José en Saint Benedict, Luisiana, y en 1992 completó sus estudios teológicos en el Seminario de Notre Dame  en Nueva Orleans.

### Sacerdocio
Tran fue ordenado sacerdote el 30 de mayo de 1992 para la arquidiócesis de Nueva Orleans por el arzobispo Francis B. Schulte.
Después de su ordenación, Tran se desempeñó como vicario y párroco en varias parroquias de la arquidiócesis.  Su primera asignación como vicario fue en la Parroquia de Nuestra Señora de Lourdes en Violet, Luisiana de 1992 a 1995, su primer pastorado fue en la Parroquia de Santa Luisa de Marillac en Arabi, Luisiana de 2001 a 2003.  Se desempeñó como párroco de Mary, Queen of Peace Parish en Mandeville, Luisiana desde 2014 antes de ser nombrado obispo.
Fue capellán de la oficina del alguacil de la parroquia de Saint Bernard  en el momento del huracán Katrina y celebró misa para el personal esencial y en estacionamientos y hogares de ancianos después del desastre.
Tran también sirvió en la junta de personal de sacerdotes y el consejo presbiteral de la arquidiócesis y es Caballero de Colón, además de ministrar a la comunidad vietnamita local, ya que habla vietnamita e inglés con fluidez.

### Episcopado
Tran fue nombrado obispo auxiliar de la arquidiócesis de Atlanta y obispo titular de Tullia por el Papa Francisco el 25 de octubre de 2022. El arzobispo Gregory Hartmayer confirió la consagración episcopal a Tran el 23 de enero de 2023.